# Sariwon
Sariwon (koreanska 사리원시) är den administrativa huvudstaden i provinsen Norra Hwanghae i Nordkorea. Befolkningen uppgick till 307 764 invånare vid folkräkningen 2008, varav 271 434 invånare bodde i själva centralorten.